# Diptilon hoffmannsi
Diptilon hoffmannsi là một loài bướm đêm thuộc phân họ Arctiinae, họ Erebidae.